# Città di Campobasso
Città di Campobasso – włoski klub piłkarski, mający swoją siedzibę w mieście Campobasso, w środku kraju.

## Historia
Chronologia nazw:
- 1919: Unione Sportiva Campobasso
- 1935: klub rozwiązano
- 1948: Unione Sportiva Campobasso
- 1977: Società Sportiva Campobasso
- 1990: klub rozwiązano
- 1990: Football Club Campobasso
- 1996: klub rozwiązano
- 1996: Associazione Calcio Campobasso
- 2002: klub rozwiązano
- 2003: Polisportiva Nuovo Campobasso Calcio
- 2005: Polisportiva Nuovo Campobasso Calcio S.r.l.
- 2013: Unione Sportiva Campobasso 1919 Associazione Sportiva Dilettantistica
- 2014: Società Sportiva Dilettantistica a r.l. Città di Campobasso

Klub piłkarski US Campobasso został założony w Campobasso w 1919 roku. Zespół najpierw występował w turniejach lokalnych. Dopiero w sezonie 1929/30 startował w Terza Divisione Campana i awansował do Seconda Divisione Campana. Sezon 1932/33 klub opuścił, ale już w następnym 1933/34 zwyciężył w lidze i zdobył promocję do Prima Divisione. W sezonie 1934/35 zajął 12.miejsce w grupie G Prima Divisione, ale potem zaprzestał działalności i znikł ze sceny piłkarskiej.
Dopiero w 1948 klub został odrodzony jako US Campobasso. W sezonie 1948/49 startował w Promozione (Lega Interregionale Sud), gdzie zajął 8.miejsce w grupie N. W 1952 po kolejnej reorganizacji liga zmieniła nazwę na Serie IV, a w 1959 na Serie D. W 1970 roku spadł do Promozione, ale w 1970 wrócił do Serie D. W sezonie 1974/75 zwyciężył w grupie H i zdobył promocję do Serie C. W 1977 klub zmienił nazwę na SS Campobasso. W 1978 liga została przemianowana na Serie C1. W sezonie 1981/82 zajął drugie miejsce w grupie B Serie C1 i zakwalifikował się do Serie B. W 1987 został zdegradowany do Serie C1, a w 1989 do Serie C2. W 1990 klub po spadku do Campionato Interregionale ogłosił upadłość i został rozwiązany.
Latem 1990 powstał nowy klub piłkarski FC Campobasso, który wykupił miejsce ligowe od A.S. Fiamma Folgore i w sezonie 1990/91 startował w Prima Categoria Molisana. W 1991 awansował do Promozione, w 1992 do Eccellenza, a w 1993 do Campionato Nazionale Dilettanti. Po zakończeniu sezonu 1995/96 klub ogłosił bankructwo i został rozwiązany.
Latem 1996 klub reaktywowano jako AC Campobasso. W sezonie 1996/97 startował w Eccellenza Molise i zdobył promocję do Campionato Nazionale Dilettanti. W 1999 liga zmieniła nazwę na Serie D. W sezonie 1999/2000 zwyciężył w grupie H Serie D i awansował do Serie C2. W 2002 spadł do Serie D, po czym ogłosił upadłość finansową.
W 2003 klub Polisportiva Polesiana występujący w Eccellenza przyjął nazwę Polisportiva Nuovo Campobasso Calcio. W 2005 zwyciężył w Eccellenza Molise i awansował do Serie D, po czym zmienił nazwę na Polisportiva Nuovo Campobasso Calcio S.r.l. W 2009 liga w związku z reorganizacją zmieniła nazwę na Seconda Divisione Lega Pro. W 2013 klub znów ogłosił bankructwo i został rozwiązany przez FIGC.
W 2013 stowarzyszenie fanów Noi siamo il Campobasso organizowało klub Unione Sportiva Campobasso 1919 Associazione Sportiva Dilettantistica. W sezonie 2013/14 zwyciężył w Eccellenza Molise i awansował do Serie D. 26 czerwca 2014 klub zmienił nazwę na SSD Città di Campobasso.

## Sukcesy

### Trofea międzynarodowe
Nie uczestniczył w rozgrywkach europejskich (stan na 31-05-2017).

### Trofea krajowe
| \| \| Zdobyte trofea w rozgrywkach Włoch (stan na: 31-05-2017) \| |                                                          |      |          |
| Rozgrywki                                                         | Osiągnięcie                                              | Razy | Sezon(y) |
| · Mistrzostwo                                                     | I miejsce                                                | 0    |          |
| · Mistrzostwo                                                     | II miejsce                                               | 0    |          |
| · Mistrzostwo                                                     | III miejsce                                              | 0    |          |
| · Puchar                                                          | zdobywca                                                 | 0    |          |
| · Puchar                                                          | finalista                                                | 0    |          |
| II liga                                                           | I miejsce                                                | 0    |          |
| II liga                                                           | II miejsce                                               | 0    |          |
| II liga                                                           | III miejsce                                              | 0    |          |
| II liga                                                           | 7.miejsce                                                | 1    | 1983/84  |
| Włochy                                                            | Zdobyte trofea w rozgrywkach Włoch (stan na: 31-05-2017) |      |          |

## Stadion
Klub rozgrywa swoje mecze domowe na Stadio Nuovo Romagnoli w Campobasso, który może pomieścić 25000 widzów. Wcześniej występował na Stadio Vecchio Romagnoli.

## Inne
- Isernia FC
- Termoli Calcio